# Мэйчжоу
Мэйчжо́у (кит. упр. 梅州, пиньинь Méizhōu) — городской округ в провинции Гуандун КНР.

## Этимология
Топоним Мэйчжоу происходит от названия реки Мэй, которая, в свою очередь, названа по цветку мэйхуа (梅; méi).

## География
Городской округ Мэйчжоу расположен на северо-востоке провинции Гуандун. На западе Мэйчжоу граничит с округом Хэюань, на юге — округами Шаньвэй и Цзеян, на юго-востоке — с округом Чаочжоу, на северо-востоке и севере — с провинцией Фуцзянь (округа Лунъянь и Чжанчжоу), на северо-западе — с провинцией Цзянси (округ Ганьчжоу).
Геологическая структура состоит из магматических и метаморфических пород, гранита, сланца, песчаника и известняка.

### Климат
Мэйчжоу расположен в зоне субтропического океанического климата; здесь короткая мягкая и пасмурная зима, а также длинное жаркое и влажное лето. Средняя дневная температура в январе составляет 12,6 ° C, а в июле — 28,9 ° C. С апреля по июнь идут сильные и частые осадки. Тайфуны не так разрушительны, как на побережье Гуандуна, однако продолжительные ливни в горных районах нередко сопровождаются наводнениями и оползнями.

## История
В результате археологических раскопок на территории Мэйчжоу (особенно районов Мэйсянь и Мэйцзян) были найдены каменные орудия и керамика эпохи неолита, древние печи для обжига керамики эпохи династии Западная Чжоу (IX — VIII века до н. э.) и колокола периода Сражающихся царств (V — III века до н. э.). Некоторое время Мэйчжоу находился под властью байюэского царства Наньюэ, а после вхождения в состав империи Цинь (III век до н. э.) подчинялся Наньхайскому командованию. 
В эпоху Южных и северных династий, когда эти места входили в состав владений династии Южная Ци (V век), был создан уезд Чэнсян (程乡县). В эпоху пяти династий и десяти царств, когда эти места находились в составе государства Поздняя Цзинь, в 946 году была создана Цзинчжоуская область (敬州), власти которой разместились в уезде Чэнсян. После объединения китайских земель в составе империи Сун, из-за практики табу на имена по причине того, что иероглифом «цзин» записывалось имя Чжао Цзина (деда Чжао Куанъиня — основателя империи), область была переименована в Мэйчжоу (梅州). После монгольского завоевания и образования империи Юань область стала в 1279 году Мэйчжоуским регионом (梅州路). После свержения власти монголов и основания империи Мин регион был в 1369 году упразднён, а уезд Чэнсян был подчинён властям Хуэйчжоуской управы (惠州府).
Во времена маньчжурской империи Цин в 1733 году из Хуэйчжоуской управы была выделена объединившая 5 уездов Цзяинская непосредственно управляемая область (嘉应直隶州), власти которой разместились в уезде Чэнсян. При императоре Цзяцине в 1807 году область была повышена в статусе, и стала Цзяинской управой (嘉应府). В 1812 году управа вновь была понижена в статусе до области; уезд Чэнсян был при этом расформирован, а его земли перешли под непосредственное управление областных властей. После Синьхайской революции, свергнувшей монархию, в Китайской республике была проведена реформа структуры административного деления, в ходе которой области были упразднены, поэтому в 1914 году Цзяинская область была расформирована, а земли, находившиеся под прямым управлением областных властей, стали уездом Мэйсянь (梅县).
После вхождения этих мест в состав КНР был образован Специальный район Синмэй (兴梅专区), состоявший из 7 уездов. В 1952 году Специальный район Синмэй был расформирован, и эти места вошли в состав Административного района Юэдун (粤东行政区). В конце 1955 года было принято решение о расформировании Административных районов, и с 1956 года эти места перешли в состав нового Специального района Шаньтоу (汕头专区). В конце 1958 года было произведено укрупнение административных единиц путём попарного объединения уездов, однако уже в начале 1961 года эти решения властей были отменены.
В июне 1965 года бывший Специальный район Синмэй был воссоздан под названием Специальный район Мэйсянь (梅县专区). В 1970 году Специальный район Мэйсянь был переименован в Округ Мэйсянь (梅县地区). В марте 1979 года урбанизированная часть уезда Мэйсянь была выделена в отдельный городской уезд Мэйчжоу, но в июне 1983 года городской уезд Мэйчжоу был вновь присоединён к уезду Мэйсянь. 7 января 1988 года был расформирован Округ Мэйсянь и образован городской округ Мэйчжоу; урбанизированная часть уезда Мэйсянь была при этом выделена в район Мэйцзян. Постановлением от 8 июня 1994 года уезд Синнин был преобразован в городской уезд. 8 декабря 2013 года уезд Мэйсянь был преобразован в район городского подчинения.
1 мая 2024 года на фоне сильных осадков обрушился участок скоростной автомагистрали «Мэйда» (Мэйцзян — Дабу), в результате чего погибло 48 человек, десятки получили травмы. Под завалами в районе трассы были обнаружены 20 автомобилей.

## Население
Согласно переписи 2020 года в Мэйчжоу проживало 3,873 млн человек. Наиболее плотно заселены Мэйцзян, Синнин и Ухуа. В округе наблюдается значительный отток трудовых мигрантов в прибрежные мегаполисы Шэньчжэнь, Гуанчжоу, Дунгуань и Фошань.
В Мэйчжоу преобладают кантонцы и другие ханьцы. Имеется значительная община хакка, а также хакка-ханьские метисы (особенно в Мэйсяне и Дабу). Кроме того, проживают миньцы (главным образом чаошаньцы). Среди хакка распространён мэйсяньский диалект. 
Большинство населения исповедует буддизм, конфуцианство и народную религию, имеются небольшие общины протестантов, католиков и мусульман.

## Административно-территориальное деление
Городской округ Мэйчжоу делится на 2 района, 1 городской уезд и 5 уездов:
| Карта                                                     | Карта    | Карта     | Карта         | Карта            | Карта         |
| --------------------------------------------------------- | -------- | --------- | ------------- | ---------------- | ------------- |
| Мэйцзян Мэйсянь Дабу Фэншунь Ухуа Пинъюань Цзяолин Синнин |          |           |               |                  |               |
| Статус                                                    | Название | Иероглифы | Пиньинь       | Население (2020) | Площадь (км²) |
| Район                                                     | Мэйцзян  | 梅江区    | Méijiāng qū   |                  |               |
| Район                                                     | Мэйсянь  | 梅县区    | Méixiàn qū    |                  |               |
| Городской уезд                                            | Синнин   | 兴宁市    | Xīngníng shì  |                  |               |
| Уезд                                                      | Дабу     | 大埔县    | Dàbù xiàn     |                  |               |
| Уезд                                                      | Фэншунь  | 丰顺县    | Fēngshùn xiàn |                  |               |
| Уезд                                                      | Ухуа     | 五华县    | Wǔhuá xiàn    |                  |               |
| Уезд                                                      | Пинъюань | 平远县    | Píngyuǎn xiàn |                  |               |
| Уезд                                                      | Цзяолин  | 蕉岭县    | Jiāolǐng xiàn |                  |               |

Окружные органы власти (правительство, суд, комитет Компартии и бюро общественной безопасности) базируются в квартале Цзяннань района Мэйцзян, на правом берегу реки Мэй.

## Экономика
В Мэйчжоу базируются предприятия компаний Bomin Electronics и Zhihao Electronic Technology (печатные платы), Chaohua Technology и Luxshare Precision Industry (электронные компоненты), Tapai Group, Golden Pagoda Cement и Huangma Cement (цемент), Jiayuan Technology (медная фольга), Jiaying Pharmaceutical (продукты китайской медицины), Fuyuan Rare Earth New Material (химическая продукция), Carlisle (шины), Yili Freezing Food (замороженные продукты питания), Baolihua Group (зелёная энергетика). Также в округе расположены крупная угольная ТЭС «Дабу» (Dapu Power Station) и ГЭС «Мэйчжоу» (Meizhou Pumped Storage Hydro Power Station).
В округе выращивают рис, овощи, чай, хурму и помело, разводят свиней, кур, гусей и пресноводную рыбу. В Мэйчжоу имеются залежи угля, марганца, железной руды, известняка и керамической глины, добываются минеральные воды. Развит туризм, особенно групповые туры к горячим источникам, постройкам эпохи династии Тан, резиденциям известных деятелей и деревням хакка.
В Мэйчжоу представлены международные и китайские гостиничные сети, в том числе Ramada, Howard Johnson, Vienna International.
Основная часть внешнеторгового оборота Мэйчжоу проходит через соседние морские порты Шаньтоу, Сямынь и Яньтянь (грузы попадают в порты на грузовиках, поездах и баржах). Небольшие баржи ходят по рекам Мэй и Хань до Южно-Китайского моря в районе Шаньтоу.

## Транспорт

### Рельсовый
Пассажирский вокзал Мэйчжоу-Западный (Мэйсянь) обслуживает скоростные железнодорожные линии Мэйчжоу — Чаошань (введена в эксплуатацию в 2019 году) и Лунъянь — Лунчуань (введена в эксплуатацию в 2024 году). Также через территорию округа Мэйчжоу проходит пассажирско-грузовая железная дорога «Чжанлун» (Чжанпин — Лунчуань), которая включает в свой состав линии Лунчуань — Мэйчжоу (введена в эксплуатацию в 1995 году) и Мэйчжоу — Каньши (введена в эксплуатацию в 2000 году).

### Автомобильный
Мэйчжоу пересекают скоростные автострады G25 (Чанчунь — Шэньчжэнь), G35 (Цзинань — Гуанчжоу), G78 (Шаньтоу — Куньмин) и S14 (Шаньтоу — Чжаньцзян), а также национальные шоссе Годао 205 (Шаньхайгуань — Шэньчжэнь) и Годао 206 (Яньтай — Шаньтоу).

### Воздушный
Округ обслуживает региональный аэропорт в районе Мэйсянь (Meizhou Meixian Airport), связанный регулярными рейсами с аэропортами Гуанчжоу и Гонконга. В 2021 году аэропорт обслужил более 440 тыс. пассажиров и обработал около 190 метрических тонн грузов.

## Образование
В районе Мэйсянь базируется университет Цзяин, основанный в 1913 году как женская педагогическая школа. Университет широко известен своими исследованиями культуры хакка.

## Здравоохранение
Крупнейшими медицинскими учреждениями округа являются:
- Народная больница Мэйчжоу
- Народная больница Синнин
- Народная больница Дабу
- Больница традиционной китайской медицины Мэйчжоу
- Больница традиционной китайской медицины Ухуа
- Больница традиционной китайской медицины Фэншунь
- Больница матери и ребёнка Мэйсянь
- Ортопедическая больница Кэду
- Офтальмологический центр Шэньмэй

## Культура
Для горных деревень хакка характерны укреплённые тулоу. В XIX и первой половине XX века многие хакка и ханьцы эмигрировали из Мэйчжоу в Юго-Восточную Азию, Северную Америку и Европу. Некоторые хуацяо, которые смогли сколотить за рубежом состояние, возвращались в Мэйчжоу и строили себе богатые резиденции. 

### Кухня
Кухня Мэйчжоу представляет собой синтез кантонской кухни и кухни хакка. В округе популярны такие блюда, как запеченная в соли курица; супы с тофу, лапшой, мясным фаршем или рыбной пастой; супы с мясными шариками, овощами и грибами; консервированная говядина; пельмени из таро и тапиоки со свиным фаршем; имбирные конфеты.

## Известные уроженцы
На территории современного Мэйчжоу родились поэт и дипломат Хуан Цзуньсянь (1848), маршал Е Цзяньин (1897), художник Линь Фэнмянь (1900), государственный деятель Лю Фучжи (1917), кардинал Ху Чжэньчжун (1925), актёр Боло Йен (1946), политический деятель Хуан Хуахуа (1946), кинорежиссёр Хоу Сяосянь (1947), политический деятель Хэ Лифэн (1955), политический деятель Лань Шаоминь (1964), дипломат Чжу Фэнлянь (1977), хоккеистка на траве Чэнь Цюци (1980), футболист Ли Вэйцзюнь (1981), футболист Жао Вэйхуэй (1989), футболист Лю Биньбинь (1993).

## Галерея
- Мост Цзяин
- Университет Цзяин
- Вокзал Мэйчжоу-Западный
- Вокзал Хуачэн в Ухуа
- Отель Golden Bay
- Буддийский храм Шилинь
- Конфуцианский храм Мэйчжоу
- Конфуцианский храм Синнин
- Музей Дабу
- Резиденция Хуан Цзуньсяня
- Академия Дуншань
- Чайные террасы